# L-KO Kompany
L-KO Kompany est une société de production cinématographique américaine créée en 1914 par Henry Lehrman destinée à produire des comédies burlesques.

## Historique
Lorsque Henry Lehrman quitte la Keystone à la suite d'un différend avec Mack Sennett, il fonde sa propre société de production en 1914. Il fait débuter Billie Ritchie un ancien comique anglais de la troupe de Fred Karno aux côtés de Charlie Chaplin et Stan Laurel dans le premier film de la L-KO, Love and Surgery. Il est rejoint en 1915 par des artistes de la Keystone comme Hank Mann, Alice Howell ou Mack Swain. Ce dernier continue la série des Ambrose à la L-KO.

Henry Lehrman quitte la L-KO à la fin de 1916 pour diriger le département de comédies burlesques de la Fox Film Corporation, Sunshine Comedies. La L-KO est dirigée durant quelques mois par John G. Blystone. Charley Chase (Charles Parrott) y dirige quelques films en 1918.

C'est à la L-KO que Stan Laurel et Oliver Hardy se croisent. Le premier y tourne deux films en mai et juin 1918 et le second huit films de juillet 1918 à février 1919.

Le studio ferme ses portes en mai 1919 à la suite de l'épidémie de grippe espagnole et ne rouvre pas.

## Films produits par la L-KO Kompany

### Films produits en 1914
- Love and Surgery de Henry Lehrman
- Partners in Crime de Henry Lehrman
- The Fatal Marriage (1914) de Henry Lehrman
- Lizzy's Escape (1914) de Henry Lehrman
- The Groom's Doom (???)
- The Blighted Spaniard (???)
- Fido's Dramatic Career (???)
- Adventures of Uncle (???)
- The Rural Demons (1914) de Henry Lehrman
- The Baron's Bear Escape (???)
- The Manicure Girl (???)

### Films produits en 1915
- Through a Knot Hole (???)
- Thou Shalt Not Flirt de Henry Lehrman
- Caught with the Goods (???)
- Every Inch a Hero de Henry Lehrman (???)
- The Death of Simon LaGree de Henry Lehrman
- After Her Millions de Henry Lehrman
- The Butcher's Bride (???)
- Zip and His Gang (???)
- Father Was a Loafer de Henry Lehrman
- All Aboard de Al Christie
- Peggy's Sweethearts (???)
- Almost a Scandal de Henry Lehrman
- Their Last Haul de John G. Blystone
- Fatty's Infatuation de Henry Lehrman
- The Avenging Dentist (???)
- Bill's New Pal (???)
- In and Out of Society de Harry Edwards
- Easy Money (???)
- Rough But Romantic de John G. Blystone
- Too Many Bachelors (???)
- A Change in Lovers de John G. Blystone
- Hearts and Flames de Harry Edwards
- The Fatal Note de Harry Edwards
- Under the Table de John G. Blystone
- Poor Policy de Harry Edwards
- Shaved in Mexico de John G. Blystone
- Father Was Neutral de Harry Edwards
- A Stool Pigeon's Revenge de John G. Blystone
- Love and Sour Notes de John G. Blystone
- Broken Hearts and Pledges de John G. Blystone
- Park Johnnies (???)
- Bill's Blighted Career (???)
- Blue Blood and Yellow Backs de Harry Gribbon
- A Dismantled Beauty (???)
- The Curse of Work (???)
- The Child Needs a Mother de John G. Blystone
- A Doomed Hero (???)
- The Curse of a Name de David Kirkland
- Life and Moving Pictures de Henry Lehrman
- In the Claw of the Law (???)
- Shot in a Bar Room (???)
- Hello, Bill! (???)
- Love on an Empty Stomach de Vin Moore
- A Tale of Twenty Stories de Vin Moore
- Mister Flirt in Wrong de Vin Moore
- A Game of Love (???)
- Gertie's Joy Ride de Henry Lehrman
- Vendetta in a Hospital (???)
- Silk Hose and High Pressure de Henry Lehrman
- Beach Birds de Hank Mann
- No Flirting Allowed (???)
- Scandal in the Family de Henry Lehrman
- Avenged by a Fish (???)
- Married on Credit (???)
- A Mortgage on His Daughter (???)
- A Bathhouse Tragedy de Edwin Frazee et Henry Lehrman
- Under New Management de Henry Lehrman
- Does Flirting Pay? (???)
- Room and Board: A Dollar and a Half de Henry Lehrman
- Poor But Dishonest (???)
- Tears and Sunshine de Henry Lehrman
- Father's First Murder (???)
- The Idle Rich (???)
- Her Ups and Downs (???)
- Cupid and the Scrub Lady (???)
- Disguised But Discovered (???)
- Ready for Reno de Craig Hutchinson
- Stolen Hearts and Nickels (???)
- Lizzie's Watery Grave (???)
- A Saphead's Revenge de Craig Hutchinson
- Sin on the Sabbath (???)
- Lizzie's Shattered Dreams (???)
- Blackmail in a Hospital de Craig Hutchinson
- The Doomed Groom (???)
- The Baron's Bear Trap (???)
- From Beanery to Billions (???)
- Greed and Gasoline (???)
- A Scandal at Sea de Craig Hutchinson

### Films produits en 1916
- Pants and Petticoats (???)
- Billie's Reformation (???)
- Gertie's Busy Day (???)
- Flirtation a la Carte (???)
- Saving Susie from the Sea (???)
- Mr. McIdiot's Assassination de Craig Hutchinson
- Knocks and Opportunities (???)
- Cupid at the Polo Game (???)
- Sea Dogs and Land Rats (???)
- A September Mourning de Henry Lehrman
- Her Naughty Eyes (???)
- Firing the Butler, or The Butler's Fired (???)
- Elevating Father (???)
- Twenty Minutes at the Fair (???)
- Dad's Dollars and Dirty Doings (???)
- Blue Blood But Black Skin (???)
- Gertie's Awful Fix (???)
- False Friends and Fire Alarms (???)
- Live Wires and Love Sparks de Henry Lehrman
- Scars and Stripes Forever (???)
- A Friend, But a Star Boarder de Al Christie
- Caught on a Skyscraper de Vin Moore
- For the Love of Mike and Rosie (???)
- The Double's Troubles de John G. Blystone
- A Meeting for a Cheating (???)
- Little Billy's School Days (???)
- Bill's Narrow Escape (???)
- The Bankruptcy of Boggs and Schultz (???)
- Mr. Buddy Briggs, Burglar (???)
- The Great Smash de John G. Blystone
- Gertie's Gasoline Glide (???)
- A Busted Honeymoon de John G. Blystone
- Gamboling on the Green (???)
- Tough Luck on a Rough Sea (???)
- Billy's Waterloo (???)
- Phoney Teeth and False Friends (???)
- How Stars Are Made de John G. Blystone
- The Jailbird's Last Flight (???)
- Dirty Work in a Beanery (???)
- Pirates of the Air de John G. Blystone
- A Gambler's Gambol (???)
- Getting the Goods on Gertie (???)
- Ignatz's Icy Injury (???)
- A Bold, Bad Breeze (???)
- Spring Fever (???)
- Lizzie's Lingering Love de Henry Lehrman
- Where Is My Husband? (???)
- The Youngest in the Family (???)
- His Temper-Mental Mother-in-Law (???)
- A Double, Double Cross (???)
- Snoring in High C (???)
- The Right Car But the Wrong Berth de Vin Moore
- Crooked from the Start (???)
- Unhand Me, Villain! de John G. Blystone
- Tillie's Terrible Tumbles de John G. Blystone
- Cold Hearts and Hot Flames de John G. Blystone
- A Surgeon's Revenge (???)
- Safe in the Safe (???)
- Lured But Cured (???)
- Safety First (???)
- She Wanted a Ford (???)
- A Rural Romance (???)
- Terrors of a Turkish Bath (???)
- Alice in Society de John G. Blystone
- The Million Dollar Smash (???)
- Where Is My Wife? (???)
- Eat and Grow Hungry (???)
- Tattle-Tale Alice de John G. Blystone
- The High Diver's Curse (???)
- Murder by Mistake de Craig Hutchinson
- Shooting His 'Art Out de David Kirkland
- Phil's Busy Day (???)
- The Perils of a Plumber de Craig Hutchinson

### Films produits en 1917
- On the Trail of the Lonesome Pill de Vin Moore
- A Limburger Cyclone de J.A. Howe
- Heart Sick at Sea (???)
- The Battle of 'Let's Go' de Craig Hutchinson
- Faking Fakirs de J.A. Howe
- That Dawgone Dog de Richard Smith
- Joys and Tears of China (???)
- Fearless Freddie in the Woolly West de Pat Sullivan
- The End of a Perfect Day (???)
- Brave Little Waldo (???)
- After the Balled-Up Ball de J.A. Howe
- Spike's Bizzy Bike de Craig Hutchinson
- Fatty's Feature Fillum de Fatty Voss
- Love on Crutches de John G. Blystone
- Summer Boarders de Craig Hutchinson
- Defective Detectives de Jay Hunt
- Dan's Dippy Doings (???)
- Nabbing a Noble de J.A. Howe
- Crooks and Crocodiles (???)
- Ring Rivals de Noel M. Smith
- Love and Blazes de Vin Moore
- Little Bo-Peep de Noel M. Smith et Richard Smith
- The Cabaret Scratch de Craig Hutchinson
- Scrambled Hearts (???)
- Tom's Tramping Troupe de J.A. Howe
- Good Little Bad Boy de Vin Moore
- Beach Nuts de Noel M. Smith
- Roped Into Scandal de Craig Hutchinson
- Dry Goods and Damp Deeds de Vin Moore
- Chicken Chased and Henpecked de Vin Moore
- Where Is My Che-ild? de Noel M. Smith
- Her Daring, Caring Ways de Vin Moore
- Bombs and Bandits de Vin Moore
- Hearts and Flour de Richard Smith
- Surf Scandal de Noel M. Smith
- The Sign of the Cucumber de Richard Smith
- Blackboards and Blackmail de Vin Moore
- The Little Fat Rascal de Vin Moore
- Rough Stuff de Noel M. Smith
- Street Cars and Carbuncles de Richard Smith
- Props, Drops and Flops de Noel M. Smith
- Backward Sons and Forward Daughters de Phil Dunham
- From Cactus to Kale de Noel M. Smith
- Prairie Chicken de Vin Moore
- Soapsuds and Sirens de Noel M. Smith
- High-Class Nonsense (???)
- Counting Out the Count de Phil Dunham
- A Nurse of an Aching Heart de Archie Mayo
- Vamping Reuben's Millions de Richard Smith
- Even as Him and Her de Phil Dunham
- Double Dukes de Archie Mayo et Richard Smith
- Hula, Hula Hughie de James D. Davis
- The Joy Riders de Frank Howard Clarket Phil Dunham
- The Kid Snatchers de Archie Mayo
- Hero for a Minute de Robert P. Kerr
- Deep Seas and Desperate Deeds de Vin Moore
- Bullets and Boneheads de Craig Hutchinson

### Films produits en 1918
- Cannibals and Carnivals de Vin Moore
- Ambrose's Icy Love de Walter S. Fredericks
- Home Run Ambrose de Walter S. Fredericks
- The Torpedo Pirates de Noel M. Smith
- Ash-Can Alley de Richard Smith
- Barbarous Plots de James D. Davis
- The Donkey Did It de Vin Moore
- Pearls and Girls de James D. Davis
- Beaches and Peaches de Archie Mayo
- Ambrose, the Lion Hearted de Walter S. Fredericks
- A Flyer in Folly de Robert P. Kerr
- Ambrose and His Widow de Walter S. Fredericks
- Cooks and Crooks de James D. Davis
- Sherlock Ambrose de Walter S. Fredericks
- Gowns and Girls de James D. Davis
- Saved from a Vamp (???)
- A Rural Riot de James D. Davis
- Fathers, Sons, and Chorus Girls de James D. Davis
- Her Movie Madness de Robert P. Kerr
- Pretty Babies de James D. Davis
- Who's Zoo? de Craig Hutchinson avec Stan Laurel
- The Merry Mermaids de James D. Davis
- The Blind Pig de James D. Davis
- Romance and Dynamite de James D. Davis
- Phoney Photos de Edwin Frazee avec Stan Laurel
- The Belles of Liberty de James D. Davis
- A Clean Sweep (???)
- Fools and Fires de Craig Hutchinson
- Business Before Honesty de Charley Chase avec Oliver Hardy
- Her Whirlwind Wedding de James D. Davis
- A Pullman Blunder de Craig Hutchinson
- Hello Trouble (en) de Charley Chase avec Oliver Hardy
- Nuts and Noodles de James D. Davis
- Scars and Bars de Noel M. Smith
- Painless Love de Charley Chase avec Oliver Hardy
- The King of the Kitchen (en) de Frank Griffin avec Oliver Hardy
- Rough on Husbands (???)
- Work or Fight de Craig Hutchinson

### Films produits en 1919
- Klever Kiddies (1919) (???)
- Hop, the Bellhop de Charley Chase avec Oliver Hardy
- Fools and Duels de Henry Lehrman
- Charlie, the Little Daredevil de Alfred J. Goulding
- It's a Bird (1919) (???)
- The Freckled Fish de Joseph Le Brandt avec Oliver Hardy
- Charlie in Turkey de Alfred J. Goulding
- Lions and Ladies de Frank Griffin avec Oliver Hardy
- A Rag Time Romance de Noel M. Smith
- Hearts in Hock de Charley Chase avec Oliver Hardy
- Cymbelles and Boneheads de Noel M. Smith
- A Skate at Sea de Vin Moore
- A Movie Riot de Craig Hutchinson
- Let Fido Do It de Noel M. Smith
- Sambo's Wedding Day de Craig Hutchinson
- Good Night, Turk de James D. Davis
- In Bad All Around de William Watson
- His Wicked Eyes de Craig Hutchinson
- Call the Cops de Joseph Le Brandt
- All Jazzed Up de William Watson
- Nellie's Naughty Boarder (???)
- The Spotted Nag de James D. Davis
- A Pair of Deuces de Alfred J. Goulding
- Two Gun Trixie de Dan Russell
- Brown Eyes and Bank Notes de James D. Davis
- A Puppy Love Panic de James D. Davis
- Beauty and the Boob (???)
- Sirens of the Suds de William Watson
- Charlie, the Hero de Alfred J. Goulding
- A Roof Garden Rough House de James D. Davis
- An Oriental Romeo de Jess Robbins